# カンタレラ (漫画)
『カンタレラ』は、氷栗優による日本の漫画。ルネサンス期、15世紀から16世紀のイタリアを舞台に、チェーザレ・ボルジアら実在の人物をモチーフに描いた歴史・ファンタジー作品。単行本全12巻が秋田書店から発売されている。海外でも翻訳・刊行されている作者の代表作である。

## 概要
2000年から『プリンセスGOLD』7・8月合併号にて連載された。2005年7・8月合併号に掲載後、同誌で『CROWN』連載のため長期休載となった。2009年9月号から再開された。
題名は、主人公チェーザレらボルジア家が政敵の暗殺に用いたとされる毒薬のカンタレラに由来する。
単行本全部で12巻（2001年 - 2010年、プリンセスコミックス） - アメリカ、フランス、ドイツ、ポーランド、韓国、タイ、香港などでも翻訳・刊行されている。

## あらすじ
ロドリゴ枢機卿が、囲っていた女に産ませた子・チェーザレは、異腹の弟のホアン、妹のルクレツィアとともに美しく優しい未亡人ヴァノッツァ・カタネイに育てられる。やがて彼は、父に愛されていないことを自覚すると同時に、自分の中に魔の気配がひそんでいることに気付く。そしてある日、弟ホアンから、父が法王の座と引き換えに自分を悪魔に売ったこと聞かされる。父の態度でそれが嘘でないことを知ったチェーザレは、生きることに絶望し死の淵をさまようが、魔物との交合によって生き延びる。その代償として、自らを飲み込もうとする魔と戦いながら、自らの野心を満たすために、血塗られた謀略と殺戮を重ねる運命に身を委ねる。

## 主な登場人物
チェーザレ・ボルジア
主人公。本項ではロドリゴ枢機卿が、囲っていた女ナキーネに産ませた子との設定。父は、法王就任の願いと引き換えに生まれてくるチェーザレの命を魔に売り渡したため、出生から魔を身にまとう。若くして魔に食い尽くされる運命だったが、死の淵をさまよう中で魔物と交合。狡猾で有能、冷酷無比な野心家となる。ロドリゴの法王就任後は枢機卿となり、父の権力を背景に権謀術数の限りを尽くして権勢を拡大。イタリア統一の野望を果たそうとする。
ルクレツィア・ボルジア
本項の作品ではチェーザレの異腹の妹との設定。心優しく美しい少女の時代からチェーザレを兄として慕う。ついにはチェーザレに恋心を抱くが、父ロドリゴの政略によってペーザロ伯に嫁がされる。
ロドリゴ枢機卿
チェーザレの父ロドリゴ・ボルジア。法王の座を欲っするあまり、チェーザレを悪魔に売り、願いをかなえようとする。その負い目からチェーザレを冷遇。法王アレッサンドロ6世となった後も、より強い魔の力を得たチェーザレを自らの権勢のために利用する。
キアロ
「仮面の暗殺者ミケロット」の別名を持つ若者。暗殺者の一族の出で、囚われの身の父を次いで暗殺者となった。チェーザレを殺す依頼を受けるが、逆に彼を支えるようになる。チェーザレの魔の力を消す光を宿している。
ヴァノッツァ・カタネイ
未亡人で、ロドリゴ枢機卿の妾。ホアンとルクレツィアの母で、チェーザレの育ての親。チェーザレを慈しみ育て、魔の禍々しい力に身を委ねないように教え諭す。醜聞を嫌ったロドリゴ枢機卿によって他の男に嫁がされ、子どもたちと引き離される。